# Parinari anamensis
Parinari anamensis är en tvåhjärtbladig växtart som beskrevs av Henry Fletcher Hance. Parinari anamensis ingår i släktet Parinari och familjen Chrysobalanaceae. Inga underarter finns listade i Catalogue of Life.